# Radost (biskup krakowski)
Radost (ur. przed 1100, zm. 19 stycznia 1142 w Kielcach) – biskup krakowski od 1118.

## Życiorys
Z pochodzenia był prawdopodobnie Polakiem. Według Długosza nosił także łacińskie imię Gaudenty. Na tej podstawie niektórzy badacze sądzili, że pochodził z rodu Pałuków-Sławnikowiców. Sam Długosz podał, że Radost pochodził z rodu Różyców.
W 1118 otrzymał mitrę biskupią z rąk księcia Bolesława Krzywoustego. W 1124 lub 1126 przyjął w Krakowie legata papieskiego Idziego. Kontynuował przebudowę katedry wawelskiej, hojnie uposażając z dziesięciny biskupiej fundacje możnowładcze i rycerskie. Wspierał klasztor cystersów w Jędrzejowie, patronował powstaniu klasztoru benedyktynów na Łysej Górze.